# Hato yo Ten Made
Hato yo Ten Made (ハトよ天まで) is een seinen manga van Osamu Tezuka. Hij werd oorspronkelijk uitgegeven in Sankei Shinbun van 11 november 1964 tot en met 22 januari 1967.
De Franse uitgave is van de hand van Cornélius en werd van juni 2006 tot oktober 2007 uitgebracht in 3 volumes.

## Verhaal
Een arme boer redt het leven van een reuzenslang, die een slangengodin blijkt te zijn. Als dank vermomt ze zich als vrouw en trouwt ze met de boer. Samen krijgen ze een tweeling: Hatomaru en Takamaru. Hun moeder traint de jongens in geheime kunsten die ze gebruiken om het dorp te redden van twee demonen die de regio willen overheersen en met de slangengodin willen trouwen.